# Fußballer des Jahres (Rumänien)
Der Titel Fußballer des Jahres wird in Rumänien seit 1966 von der Sportzeitung Gazeta Sporturilor vergeben. Seit 2006 führt auch die Spielervereinigung AFR eine Wahl durch. Ebenfalls seit 2006 werden der beste Spieler der rumänischen Liga, der beste rumänische Spieler und der beste Trainer geehrt sowie der Titel Enttäuschung des Jahres verliehen.

## Fußballer des Jahres
Quellen.
| Jahr | Sieger                | Sieger                              | Zweiter                    | Zweiter                              | Dritter              | Dritter                                 |
| Jahr | Name                  | Verein(e)                           | Name                       | Verein(e)                            | Name                 | Verein(e)                               |
| ---- | --------------------- | ----------------------------------- | -------------------------- | ------------------------------------ | -------------------- | --------------------------------------- |
| 1966 | Nicolae Dobrin        | FC Argeș Pitești                    | Vasile Gergely             | Dinamo Bukarest                      | Ion Pârcălab         | Dinamo Bukarest                         |
| 1967 | Nicolae Dobrin (2)    | FC Argeș Pitești                    | Gheorghe Constantin        | Steaua Bukarest                      | Narcis Coman         | FC Argeș Pitești                        |
| 1968 | Florea Dumitrache     | Dinamo Bukarest                     | Cornel Dinu                | Dinamo Bukarest                      | Lajos Sătmăreanu     | Steaua Bukarest                         |
| 1969 | Florea Dumitrache (2) | Dinamo Bukarest                     | Nicolae Dobrin             | FC Argeș Pitești                     | Radu Nunweiller      | Dinamo Bukarest                         |
| 1970 | Cornel Dinu           | Dinamo Bukarest                     | Necula Răducanu            | Rapid Bukarest                       | Florea Dumitrache    | Dinamo Bukarest                         |
| 1971 | Nicolae Dobrin (3)    | FC Argeș Pitești                    | Ion Dumitru                | Rapid Bukarest                       | Nicolae Lupescu      | Rapid Bukarest                          |
| 1972 | Cornel Dinu (2)       | Dinamo Bukarest                     | Alexandru Boc              | Rapid Bukarest                       | Nicolae Dobrin       | FC Argeș Pitești                        |
| 1973 | Ion Dumitru           | Steaua Bukarest                     | Cornel Dinu                | Dinamo Bukarest                      | Nicolae Dobrin       | FC Argeș Pitești                        |
| 1974 | Cornel Dinu (3)       | Dinamo Bukarest                     | Mircea Lucescu             | Dinamo Bukarest                      | Ion Dumitru          | Steaua Bukarest                         |
| 1975 | Ion Dumitru (2)       | Steaua Bukarest                     | Ion Oblemenco              | Universitatea Craiova                | Viorel Năstase       | Steaua Bukarest                         |
| 1976 | Dudu Georgescu        | Dinamo Bukarest                     | Ladislau Boloni            | ASA Târgu Mureș                      | Anghel Iordănescu    | Steaua Bukarest                         |
| 1977 | Ladislau Boloni       | ASA Târgu Mureș                     | Dudu Georgescu             | Dinamo Bukarest                      | Alexandru Sătmăreanu | Dinamo Bukarest                         |
| 1978 | Narcis Coman          | CS Târgoviște                       | Nicolae Dobrin             | FC Argeș Pitești                     | Costică Ștefănescu   | Universitatea Craiova                   |
| 1979 | Ștefan Sameș          | Steaua Bukarest                     | Costică Ștefănescu         | Universitatea Craiova                | Marcel Răducanu      | Steaua Bukarest                         |
| 1980 | Marcel Răducanu       | Steaua Bukarest                     | Anghel Iordănescu          | Steaua Bukarest                      | Costică Ștefănescu   | Universitatea Craiova                   |
| 1981 | Ilie Balaci           | Universitatea Craiova               | Costică Ștefănescu         | Universitatea Craiova                | Ștefan Sameș         | Steaua Bukarest                         |
| 1982 | Ilie Balaci (2)       | Universitatea Craiova               | Costică Ștefănescu         | Universitatea Craiova                | Rodion Cămătaru      | Universitatea Craiova                   |
| 1983 | Ladislau Boloni (2)   | ASA Târgu Mureș                     | Silviu Lung                | Universitatea Craiova                | Costică Ștefănescu   | Universitatea Craiova                   |
| 1984 | Silviu Lung           | Universitatea Craiova               | Gheorghe Hagi              | Sportul Studențesc                   | Costică Ștefănescu   | Universitatea Craiova                   |
| 1985 | Gheorghe Hagi         | Sportul Studențesc                  | Costică Ștefănescu         | Universitatea Craiova                | Ladislau Boloni      | Steaua Bukarest                         |
| 1986 | Helmuth Duckadam      | Steaua Bukarest                     | Ladislau Boloni            | Steaua Bukarest                      | Miodrag Belodedici   | Steaua Bukarest                         |
| 1987 | Gheorghe Hagi (2)     | Steaua Bukarest                     | Miodrag Belodedici         | Steaua Bukarest                      | Rodion Cămătaru      | Universitatea Craiova                   |
| 1988 | Dorin Mateuț          | Dinamo Bukarest                     | Gheorghe Hagi              | Steaua Bukarest                      | Miodrag Belodedici   | Steaua Bukarest                         |
| 1989 | Gheorghe Popescu      | Universitatea Craiova               | Ioan Sabău                 | Dinamo Bukarest                      | Gheorghe Hagi        | Steaua Bukarest                         |
| 1990 | Gheorghe Popescu (2)  | Universitatea Craiova PSV Eindhoven | Iosif Rotariu              | Steaua Bukarest Galatasaray Istanbul | Dan Petrescu         | Steaua Bukarest                         |
| 1991 | Gheorghe Popescu (3)  | PSV Eindhoven                       | Gheorghe Hagi              | Real Madrid                          | Ioan Lupescu         | Bayer 04 Leverkusen                     |
| 1992 | Gheorghe Popescu (4)  | PSV Eindhoven                       | Gheorghe Hagi              | Real Madrid                          | Dorinel Munteanu     | Dinamo Bukarest                         |
| 1993 | Gheorghe Hagi (3)     | Brescia Calcio                      | Ilie Dumitrescu            | Steaua Bukarest                      | Florin Răducioiu     | Brescia Calcio AC Mailand               |
| 1994 | Gheorghe Hagi (4)     | Brescia Calcio FC Barcelona         | Florin Răducioiu           | AC Mailand Espanyol Barcelona        | Ioan Lupescu         | Bayer 04 Leverkusen                     |
| 1995 | Gheorghe Popescu (5)  | Tottenham Hotspur FC Barcelona      | Gheorghe Hagi              | FC Barcelona                         | Daniel Prodan        | Steaua Bukarest                         |
| 1996 | Gheorghe Popescu (6)  | FC Barcelona                        | Gheorghe Hagi              | FC Barcelona Galatasaray Istanbul    | Viorel Moldovan      | Neuchâtel Xamax Grasshopper Club Zürich |
| 1997 | Gheorghe Hagi (5)     | Galatasaray Istanbul                | Dan Petrescu               | FC Chelsea                           | Marius Lăcătuș       | Steaua Bukarest                         |
| 1998 | Adrian Ilie           | FC Valencia                         | Gheorghe Popescu           | Galatasaray Istanbul                 | Gheorghe Hagi        | Galatasaray Istanbul                    |
| 1999 | Gheorghe Hagi (6)     | Galatasaray Istanbul                | Dan Petrescu               | FC Chelsea                           | Adrian Ilie          | FC Valencia                             |
| 2000 | Gheorghe Hagi (7)     | Galatasaray Istanbul                | Cristian Chivu             | Ajax Amsterdam                       | Gheorghe Popescu     | Galatasaray Istanbul                    |
| 2001 | Cosmin Contra         | Deportivo Alavés AC Mailand         | Marius Niculae             | Dinamo Bukarest Sporting Lissabon    | Cristian Chivu       | Ajax Amsterdam                          |
| 2002 | Cristian Chivu        | Ajax Amsterdam                      | Adrian Mutu                | Hellas Verona AC Parma               | Cosmin Contra        | AC Mailand Atlético Madrid              |
| 2003 | Adrian Mutu           | AC Parma FC Chelsea                 | Cristian Chivu             | Ajax Amsterdam AS Rom                | Bogdan Lobonț        | Ajax Amsterdam                          |
| 2004 | Ionel Dănciulescu     | Dinamo Bukarest                     | Adrian Neaga               | Steaua Bukarest                      | Mirel Rădoi          | Steaua Bukarest                         |
| 2005 | Adrian Mutu (2)       | Juventus Turin                      | Mirel Rădoi                | Steaua Bukarest                      | Dorinel Munteanu     | Steaua Bukarest CFR Cluj                |
| 2006 | Nicolae Dică          | Steaua Bukarest                     | Adrian Mutu                | Juventus Turin AC Florenz            | Cristian Chivu       | AS Rom                                  |
| 2007 | Adrian Mutu (3)       | AC Florenz                          | Bogdan Lobonț              | Dinamo Bukarest                      | Cristian Chivu       | AS Rom Inter Mailand                    |
| 2008 | Adrian Mutu (4)       | AC Florenz                          | Dorin Goian                | Steaua Bukarest                      | Cristian Chivu       | Inter Mailand                           |
| 2009 | Cristian Chivu (2)    | Inter Mailand                       | Răzvan Raț                 | Schachtar Donezk                     | Adrian Mutu          | AC Florenz                              |
| 2010 | Cristian Chivu (3)    | Inter Mailand                       | Bogdan Stancu              | Steaua Bukarest                      | Răzvan Raț           | Schachtar Donezk                        |
| 2011 | Gabriel Torje         | Dinamo Bukarest Udinese Calcio      | Lucian Sânmărtean          | FC Vaslui                            | Cristian Săpunaru    | FC Porto                                |
| 2012 | Raul Rusescu          | Steaua Bukarest                     | Vlad Chiricheș             | Steaua Bukarest                      | Gabriel Torje        | Udinese Calcio FC Granada               |
| 2013 | Vlad Chiricheș        | Steaua Bukarest Tottenham Hotspur   | Alexandru Maxim            | VfB Stuttgart                        | Alexandru Bourceanu  | Steaua Bukarest                         |
| 2014 | Lucian Sânmărtean     | Steaua Bukarest                     | Claudiu Keșerü             | Steaua Bukarest                      | Răzvan Raț           | Rayo Vallecano PAOK Thessaloniki        |
| 2015 | Ciprian Tătărușanu    | AC Florenz                          | Constantin Budescu         | Astra Giurgiu                        | Costel Pantilimon    | AFC Sunderland                          |
| 2016 | Denis Alibec          | Astra Giurgiu                       | Nicolae Stanciu            | Steaua Bukarest RSC Anderlecht       | Răzvan Marin         | Viitorul Constanța                      |
| 2017 | Constantin Budescu    | FCSB Bukarest                       | Ciprian Tătărușanu         | FC Nantes                            | Ștefan Radu          | Lazio Rom                               |
| 2018 | George Țucudean       | CFR Cluj                            | Răzvan Marin               | Standard Lüttich                     | Ianis Hagi           | Viitorul Constanța                      |
| 2019 | Andrei Radu           | CFC Genua                           | George Pușcaș              | FC Reading                           | Nicolae Stanciu      | Slavia Prag                             |
| 2020 | Dennis Man            | FCSB Bukarest                       | Ciprian Deac               | CFR Cluj                             | Nicolae Stanciu      | Slavia Prag                             |
| 2021 | Florin Niță           | Sparta Prag                         | Ianis Hagi Nicolae Stanciu | Glasgow Rangers Slavia Prag          | Alexandru Cicâldău   | CSU Craiova Galatasaray Istanbul        |
| 2022 | Nicolae Stanciu       | Slavia Prag Wuhan Three Towns FC    | Florin Tănase              | FCSB Bukarest                        | Ciprian Deac         | CFR Cluj                                |
| 2023 | Radu Drăgușin         | CFC Genua                           | Nicolae Stanciu            | Damac FC                             | Denis Alibec         | Muaither SC                             |

## Spieler mit den meisten Auszeichnungen
| Spieler | Spieler           |
| ------- | ----------------- |
| 7       | Gheorghe Hagi     |
| 6       | Gheorghe Popescu  |
| 4       | Adrian Mutu       |
| 3       | Cristian Chivu    |
| 3       | Cornel Dinu       |
| 3       | Nicolae Dobrin    |
| 2       | Ilie Balaci       |
| 2       | Ladislau Boloni   |
| 2       | Florea Dumitrache |
| 2       | Ion Dumitru       |